# Se (kana)
Se (romanização do hiragana せ ou katakana セ) é um dos kana japoneses que representam um mora. No sistema moderno da ordem alfabética japonesa (Gojūon), ele ocupa a 14.ª posição do alfabeto, entre Su e So.
O caractere pode ser combinado a um dakuten, para formar o ぜ em hiragana, ゼ em katakana e ze em romaji.
| Forma                        | Romaji     | Hiragana                   | Katakana                   |
| ---------------------------- | ---------- | -------------------------- | -------------------------- |
| s- (さ行 sa-gyō)             | se         | せ                         | セ                         |
| s- (さ行 sa-gyō)             | sei see sē | せい, せぃ せえ, せぇ せー | セイ, セィ セエ, セェ セー |
| Com dakuten z- (ざ行 za-gyō) | ze         | ぜ                         | ゼ                         |
| Com dakuten z- (ざ行 za-gyō) | zei zee zē | ぜい, ぜぃ ぜえ, ぜぇ ぜー | ゼイ, ゼィ ゼエ, ゼェ ゼー |

## Formas alternativas
No Braile japonês, せ ou セ são representados como:
| ●  | ● |
| ●  | ● |
| － | ● |

O Código Morse para せ ou セ é: ・−−−・

## Traços

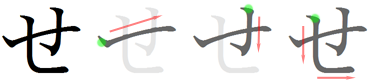
Seqüência de traços para escrita do せ

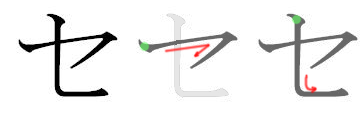
Seqüência de traços para escrita do セ